# Геггеншвіль
Геггеншвіль (нім. Häggenschwil) — громада  в Швейцарії в кантоні Санкт-Галлен, виборчий округ Санкт-Галлен.

## Географія
Громада розташована на відстані близько 160 км на північний схід від Берна, 9 км на північ від Санкт-Галлена.
Геггеншвіль має площу 9,1 км², з яких на 9,2% дозволяється будівництво (житлове та будівництво доріг), 75,4% використовуються в сільськогосподарських цілях, 13,6% зайнято лісами, 1,8% не є продуктивними (річки, льодовики або гори).

## Демографія
2019 року в громаді мешкало 1390 осіб (+17,1% порівняно з 2010 роком), іноземців було 9,1%. Густота населення становила 153 осіб/км².
За віковим діапазоном населення розподілялося таким чином: 25,3% — особи молодші 20 років, 60,8% — особи у віці 20—64 років, 13,9% — особи у віці 65 років та старші. Було 518 помешкань (у середньому 2,7 особи в помешканні).
Із загальної кількості 342 працюючих 111 був зайнятий в первинному секторі, 91 — в обробній промисловості, 140 — в галузі послуг.